# وودبرو، ناتینگهام‌شر
وودبرو (به انگلیسی: Woodborough) یک روستا و محله مدنی در بریتانیا است که در گدلینگ واقع شده‌است. وودبرو ۱٬۸۷۲ نفر جمعیت دارد.